# Аварские диалекты
Диалекты аварского языка подразделяются на северную и южную группы (наречия). В первую включают салатавский, хунзахский и восточный, во вторую — гидский, анцухский, закатальский, карахский, андалальский, кахибский и кусурский; промежуточное положение занимает батлухский диалект. Между отдельными диалектами и диалектными группами в целом отмечаются фонетические, морфологические и лексические различия. На основе болмац сформировался современный аварский литературный язык.

## Диалекты
Поскольку диалекты северного наречия — восточный (Буйнакский, Гергебильский и Левашинский районы Дагестана), салатавский (Казбековский, Гумбетовский и нек. другие районы Дагестана) и хунзахский (Хунзахский и Унцукульский районы Дагестана) довольно близки к литературной норме (можно указать лишь на соответствие хунз., вост. у — салат. о; переход п < гь, выпадение звонкого б в интервокальном положении, тенденцию к утрате классных показателей в хунзахском, использование финитной формы вместо причастия в составном сказуемом в салатавском и др.), здесь будут отмечены лишь особенности южных диалектов.

### Андалальский
Андалальский диалект (Гунибский район; несколько сел Гергебильского района (Маали, Хвартикуни, Дарада, Мурада, Хварада, Акушали, Тунзиб, которые говорят на кудалинском диалекте), а также сс. Аркас и Манасаул, переселённые в сер. XIX в. в Буйнакский район) объединяет десять говоров — бухтинский, ругуджинский, кегерский, куядинский, согратлинский, обохский, гамсутлинский, хоточ-хиндахский, кудалинский, чохский: суффикс эргатива -д, суффикс инфинитива -де, суффикс деепричастия прошедшего времени -мо и др. У согратлинцев присутствуют слова, имеющие аналоги в лакском языке (кумухского диалекта), но которых нет в литературном аварском.

### Анцухский
Анцухский диалект (Тляратинский район, включает чадаколобский, ташский, анцросунхадинский, бухнадинский, томуринский и тлянадинский говоры): краткий абруптив-латерал къӀ, звонкие аффрикаты дз и дж, отсутствие ц; классные формы датель-ного падежа: вехьасси-в-е I, вехьасси-б-е III ‘чабану’; вспомогательные глаголы бачан(а), бохӏа-н(а) и др., суффикс прошедшего времени -а (хӏва ‘умер’) и -ри (бекь-ри ‘вспахал’). Близкок к закатальскому диалекту (примеры слов: лит. «букӏана» было — диал. «боа»; «лъимер» ребёнок — «хизан»; «буго» есть — «бугу»). В лексике имеются значительное количество слов из азербайджанского языка

### Батлухский
Батлухский диалект (Шамильский район): отсутствие кратких свистящих ц, цӀ, c, з и долгих шипящих ч̄, щ, ч̄I, краткого латерала лъ и заднеязычной аффрикаты к̄; более продуктивен аффикс косвенной основы -ал̄ъ̄-; суффикс косвенной основы мн. числа -д-; цитатная частица -ло. Например: щиб — сиб щай — сяби

### Гидский
Гидский диалект (Шамильский район): отсутствие ц, ц̄, ч̄, лӀ, хъ, к̄, наличие дж, кьӀ; суффикс эргатива -д, суффикс инфинитива -ле, прошедшего времени -а, -о, -у, суффикс деепричастия -мо; эргатив и номинатив местоимений 1-го и 2-го лица совпадают во мн. числе.

### Закатальский
Закатальский диалект (Белоканский и Закатальский районы Азербайджана; подвергся значительному влиянию азербайджанского языка прежде всего в лексике): включает говоры джарский, маковский, цорский, кабахчольский,  палатализованные кӀ’, хь’, т’, тӀ’, н’, звонкая увулярная аффриката кгъ, соответствующая лит. гъ, отсутствие кь, лъ, а также есть гласные ы, аь, оь, уь в основном в тюркско-персидских заимствованиях; отсутствие латеральных и лабиализованных; утрата III и IV серий локализации; маркировка глагольных форм 1-го лица суффиксальным классным показателем. Близок к анцухскому диалекту.примеры некоторых слов: лит. «баба» мама — диал. «буба»; «гамачӏ» камень-«кӏеп»; «росу» село-«роси»; «гьой» собака-«гье».

### Карахский
Карахский диалект (Чародинский район, включает пять говоров, верхнекарахский, нижнекарахский, тлессерухский, мукратльский, и риссибский): аффрикаты къӀ и дж, отсутствие лӀ; суффикс прошедшего времени -ур, настоящего -на, будущего -ла.Близок к гидскому,анцухскому и закатальскому диалектам.пример слов: лит. «гьечӏо» нет(чего-либо) — диал. «гьечlу», лит. гьанивачIа (иди сюда к муж.) - диал. гьанивегьи.

### Кусурский
Кусурский диалект (Рутульский район): близок к анцухскому и закатальскому диалектам. Подвергся значительному влиянию цахурского языка. Вместо «лъ» говорят «с» (пример слов: лит. «лъим» вода — диал. «сим»). В фонетике и лексике имеются гласные ы, аь, оь, уь